# Serpentingebiet Zöblitz-Ansprung
Serpentingebiet Zöblitz-Ansprung este o arie protejată (arie specială de conservare — SAC, sit de importanță comunitară — SCI) din Germania întinsă pe o suprafață de 140 ha, integral pe uscat.

## Localizare
Centrul sitului Serpentingebiet Zöblitz-Ansprung este situat la coordonatele 50°39′21″N 13°15′20″E / 50.6558°N 13.2556°E.

## Înființare
Situl Serpentingebiet Zöblitz-Ansprung a fost declarat sit de importanță comunitară în iunie 2002 pentru a proteja 1 specie de plante și 2 specii de animale. Situl a fost protejat și ca arie specială de conservare în aprilie 2011.

## Biodiversitate
Situată în ecoregiunea continentală, aria protejată conține 5 habitate naturale: Liziere de ierburi înalte hidrofile de câmpie și de nivel montan până la alpin, Fânețe montane, Grohotișuri silicioase medio-europene, la altitudine înaltă, Pante stâncoase silicioase cu vegetație casmofită, Păduri de fag Luzulo-Fagetum.
La baza desemnării sitului se află mai multe specii protejate:
- plante (1): Asplenium adulterinum
- amfibieni (1): triton cu creastă (Triturus cristatus)
- mamifere (1): liliac comun (Myotis myotis)